# Scotomyias
Scotomyias – rodzaj ptaków z podrodziny wodopławików (Fluvicolinae) w rodzinie tyrankowatych (Tyrannidae).

## Występowanie
Rodzaj obejmuje gatunki występujące w Ameryce Południowej.

## Morfologia
Długość ciała 11,5–13,5 cm; masa ciała 10,2–13,6 g.

## Systematyka

### Etymologia
Scotomyias: gr. σκοτος skotos „ciemność, mrok”; nowołac. myias „muchołówka”, od gr. μυια muia, μυιας muias „mucha”.

### Podział systematyczny
Takson wyodrębniony z Myiophobus. Do rodzaju należą następujące gatunki:
- Scotomyias roraimae (Salvin & Godman, 1883) – smugogłówka brązowa
- Scotomyias phoenicomitra (Taczanowski & von Berlepsch, 1885) – smugogłówka stokowa
- Scotomyias flavicans (P.L. Sclater, 1861) – smugogłówka oliwkowa
- Scotomyias inornatus (Carriker, 1932) – smugogłówka skromna